# Abrotanella linearifolia
Abrotanella linearifolia là một loài thực vật có hoa trong họ Cúc. Loài này được A.Gray mô tả khoa học đầu tiên năm 1862.